# Giovipass
Der Giovipass (italienisch Passo dei Giovi) ist ein niederer Apenninübergang nördlich von Genua, über den die Verkehrswege ins Piemont, nach Mailand in der Lombardei und in die Emilia Romana führen. Der Pass wird von zwei doppelgleisigen Eisenbahnlinien sowie mehreren Straßen überwunden, ein 27 km langer Basistunnel für eine dritte Bahnstrecke ist im Bau und soll 2027 in Betrieb gehen.[veraltet]
Das ambitiöse, nicht ausgeführte Projekt eines Schifffahrtskanals über den Splügenpass hätte ebenfalls den Giovipass genutzt, um den Hafen Genua zu erreichen.
Die topografisch schwierige Gebirgsbahn über den Giovipass war die erste mit Drehstrom betriebene Strecke der Italienischen Staatsbahn. Nachdem der Abschnitt Genua–Ronco Scrivia elektrifiziert worden war, verkehrten die Züge ab Mai 1911 mit Elektrolokomotiven über den Pass. Die Leistungssteigerung durch den elektrischen Betrieb war enorm. Während mit den kräftigsten Dampflokomotiven 130-t-Züge mit 25 km/h über die 35-‰-Rampe verkehrten, konnten mit einer Elektrolok an der Spitze und zwei Schiebelokomotiven ein 530-t-Zug mit 50 km/h über den Berg befördert werden. Die Elektrolokomotiven der Baureihe FS E.550 wurden von der Società Italiana Westinghouse geliefert, die sie in ihrem Werk in Vado Ligure montierte. Der mechanische Teil stammte aus Belgien.
Der Giovipass liegt am Ligurischen Höhenweg, einem Wanderweg von Ventimiglia nach Bolano.